# Kechi Begfase
De Kechi Beg-fase is de periode 3800-3200 v.Chr. in Beloetsjistan voorafgaand aan de Indusbeschaving. Het viel samen met Hakra-aardewerkcultuur.
Het aardewerk wordt gekenmerkt door de opkomst van de polychrome beschilderingen en de eerste stempelzegels, van terracotta, steatiet en been. Waarschijnlijk betekende de aanwezigheid van stempels dat er een vorm van administratie en archiefvorming was voor handel buiten de eigen gemeenschap.
In Merhgarh was periode III van 4800-3500 v.Chr. de Togau-fase. Na periode II, de eerste keramische periode met aardewerk, werden de schilderingen eenvoudiger, wat samenhing met massaproductie. Ook veranderden de microlieten naar zwaardere stenen werktuigen en aan het einde van deze periode begon de chalcolithische periode en werden koper, goud en steatiet bewerkt. Uit deze periode stamt ook het eerste kanaal in Zuid-Azië, volgens Jean-François Jarrige mogelijk aangelegd voor irrigatiedoeleinden.